# Такмау
Такмау (кхмер. ក្រុងតាខ្មៅ) - місто на півдні центральної частини Камбоджі. Адміністративний центр провінції Кандаль.

## Географія
Розташований на рукаві Меконгу — Басаці, приблизно за 11 км на південь від столиці країни, міста Пномпень (безпосередньо межує з Такмау). Абсолютна висота — 0 метрів над рівнем моря. Місто підрозділяється на 6 кварталів (сангкат) та 20 сіл (пхум).

## Населення
За даними на 2013 рік чисельність населення становить 208 138 осіб.

## Економіка
Приблизно 60% населення Такмау працюють у Пномпені.